# Montreuil-l'Argillé
 Montreuil-l'Argillé  là một xã thuộc tỉnh Eure trong vùng Normandie miền bắc nước Pháp.